# Xã Salford, Quận Montgomery, Pennsylvania
Xã Salford (tiếng Anh: Salford Township) là một xã thuộc quận Montgomery, tiểu bang Pennsylvania, Hoa Kỳ. Năm 2010, dân số của xã này là 2.504 người.